# Children of a Lesser God
Children of a Lesser God (Hijos de un dios menor en España y Te amaré en silencio en Hispanoamérica) es una película de 1986 que cuenta la historia de un profesor de dicción en una escuela para sordos que se enamora de una mujer sorda. Está protagonizada por William Hurt, Marlee Matlin, Piper Laurie y Philip Bosco.
La película, dirigida por Randa Haines, fue adaptada por Mark Medoff, Hesper Anderson y James Carrington a partir de la propia obra de Medoff, con la que ganó un Premio Tony, y que estuvo en cartel en Broadway entre 1980 y 1982.
Con esta película Marlee Matlin ganó el Oscar a la mejor actriz. Además, la película fue candidata en las categorías de Mejor actor (William Hurt), Mejor actriz de reparto (Piper Laurie), Mejor película y Mejor guion adaptado.
Marlee Matlin, actriz prácticamente sorda desde los 18 meses de edad, es la actriz más joven que ha ganado el Oscar a la mejor actriz, con 21 años.
Matlin interpreta a Sarah Norman, una joven mujer sorda y con problemas que trabaja en una escuela para gente sorda y con problemas de audición en Nueva Inglaterra. Un nuevo profesor, James Leeds (William Hurt), llega a la escuela y le anima a dejar atrás su vida de frustración aprendiendo a leer los labios a las personas, pero ella se resiste a aprender y prefiere comunicar como siempre hizo, con la lengua de señas americana. 
La película fue rodada principalmente en los alrededores de Saint John, Nuevo Brunswick.

## Reparto
| Actor               | Personaje                 | Notas                     |
| ------------------- | ------------------------- | ------------------------- |
| William Hurt        | James                     |                           |
| Marlee Matlin       | Sarah                     |                           |
| Piper Laurie        | Mrs. Norman               |                           |
| Philip Bosco        | Dr. Curtis Franklin       |                           |
| Allison Gompf       | Lydia                     |                           |
| John F. Cleary      | Johnny                    |                           |
| Philip Holmes       | Glen                      |                           |
| Georgia Ann Cline   | Cheryl                    |                           |
| William D. Byrd     | Danny                     |                           |
| Frank Carter Jr.    | Tony                      |                           |
| John Limnidis       | William                   |                           |
| Bob Hiltermann      | Orin                      |                           |
| E. Katherine Kerr   | Mary Lee Ochs             |                           |
| John Basinger       | Alan Jones                |                           |
| Barry Magnani       | Tom Schuyler              |                           |
| Linda Bove          | Marian Loesser            |                           |
| Ann Hanson          | Martha Franklin           |                           |
| James Carrington    | Sr. Harrison              |                           |
| Max M. Brown        | Padre de Glen             | Acreditado como Max Brown |
| María Cellario      | Madre de Glen             |                           |
| Jon-Paul Dougherty  | Hermano de Glen           |                           |
| Linda Swim          | Amigo de Sarah            |                           |
| Lois Clowater       | Amigo de Sarah            |                           |
| Allan R. Francis    | Mesero                    |                           |
| Richard Kendall     | Cocinero de cafetería     |                           |
| Christopher Shay    | Ricky                     |                           |
| Laraine Isa         | Mujer en salón de belleza |                           |
| Nanci Kendall       | Mujer en fiesta           |                           |
| Marie Brazil        | Madre                     |                           |
| Charlene Legere     | Niño                      |                           |
| Leigh French        | Anunciador                | Voz                       |
| Archie Hahn         | Anunciador                | Voz                       |
| Jack Blessing       | Anunciador                | Voz                       |
| Nicholas Guest      | Anunciador                | Voz                       |
| Gigi Vorgan         | Anunciador                | Voz                       |
| Lynne Marie Stewart | Anunciador                | Voz                       |

## Premios

### Oscar
| Año  | Categoría               | Persona                       | Resultado |
| ---- | ----------------------- | ----------------------------- | --------- |
| 1986 | Mejor Película          |                               | Candidata |
| 1986 | Mejor Actor             | William Hurt                  | Candidato |
| 1986 | Mejor Actriz            | Marlee Matlin                 | Ganadora  |
| 1986 | Mejor actriz de reparto | Piper Laurie                  | Candidata |
| 1986 | Mejor guion adaptado    | Hesper Anderson y Mark Medoff | Candidata |

### Globo de Oro
| Año  | Categoría            | Persona       | Resultado |
| ---- | -------------------- | ------------- | --------- |
| 1987 | Mejor Película       |               | Candidata |
| 1987 | Mejor Actor - Drama  | William Hurt  | Candidato |
| 1987 | Mejor Actriz - Drama | Marlee Matlin | Ganadora  |